# Skolan för elektroteknik och datavetenskap
Skolan för elektroteknik och datavetenskap (EECS) är en av fem skolor vid Kungliga Tekniska högskolan (KTH). Verksamhet omfattar forskning, utbildning och samverkan inom elektroteknik, datavetenskap samt informations- och kommunikationsteknik.
Skolan startades 1 januari 2018 och är resultatet av en sammanslagning av tre verksamheter: Skolan för elektro- och systemteknik, Skolan för datavetenskap och kommunikation samt Skolan för informations- och kommunikationsteknik. Verksamheten leds av professor och skolchef Jens Zander. EECS finns på KTH:s campus i Kista och på Valhallavägen och har en omsättningen är 1,1 miljarder kronor.

## Forskning
KTH:s forskning i elektroteknik och datavetenskap är internationellt framstående och hamnar högt på rankinglistor inom sitt område. Skolan består av 16 avdelningar och ett flertal centrumbildningar. Totalt har skolan närmare 200 fakulteter, drygt 250 forskande och undervisande personal och ungefär 350 doktorander.
Skolans forskningsområden är: 
- Beräkningsvetenskap och beräkningsteknik
- Elektroteknisk teori och konstruktion
- Elkraftteknik
- Elektronik
- Fusionsplasmafysik
- Kommunikationssystem
- Medieteknik och interaktionsdesign
- Mikro- och nanosystem
- Nätverk och systemteknik
- Programvaruteknik och datorsystem
- Reglerteknik
- Robotik, perception och lärande
- Rymd- och plasmafysik
- Tal, musik och hörsel
- Teknisk informationsvetenskap
- Teoretisk datalogi

### Forskningscentran
På skolan finns flera centrumbildningar som stärker arbetet med samverkan mellan industri, offentlig sektor och akademi.
- CAS Centre for Autonomous Systems
- CASTOR
- Electrumlaboratoriet
- NAVET
- PDC Parallelldatorcentrum
- SweGRIDS Swedish Centre for Smart Grids and Energy Storage

## Utbildning
Skolan ansvarar för fem civilingenjörsutbildningar, tre högskoleingenjörsprogram samt en engelskspråkig kandidatutbildning i informations- och kommunikationsteknik. Verksamheten erbjuder också 15 masterprogram på engelska. På forskarnivå finns ungefär 350 doktorander som går på något av de fyra forskarprogrammen. Totalt finns ungefär 4500 studenter registrerade på skolans utbildningar.